# Ленінське (Тимірязєвський район)
Ле́нінське (каз. Ленин) — село у складі Тимірязєвського району Північноказахстанської області Казахстану. Адміністративний центр та єдиний населений пункт Ленінського сільського округу.
Населення — 191 особа (2021; 477 у 2009, 941 у 1999, 1041 у 1989).
Національний склад станом на 1989 рік:
- росіяни — 36 %
- казахи — 35 %.